# Karnberg (Wüstung)

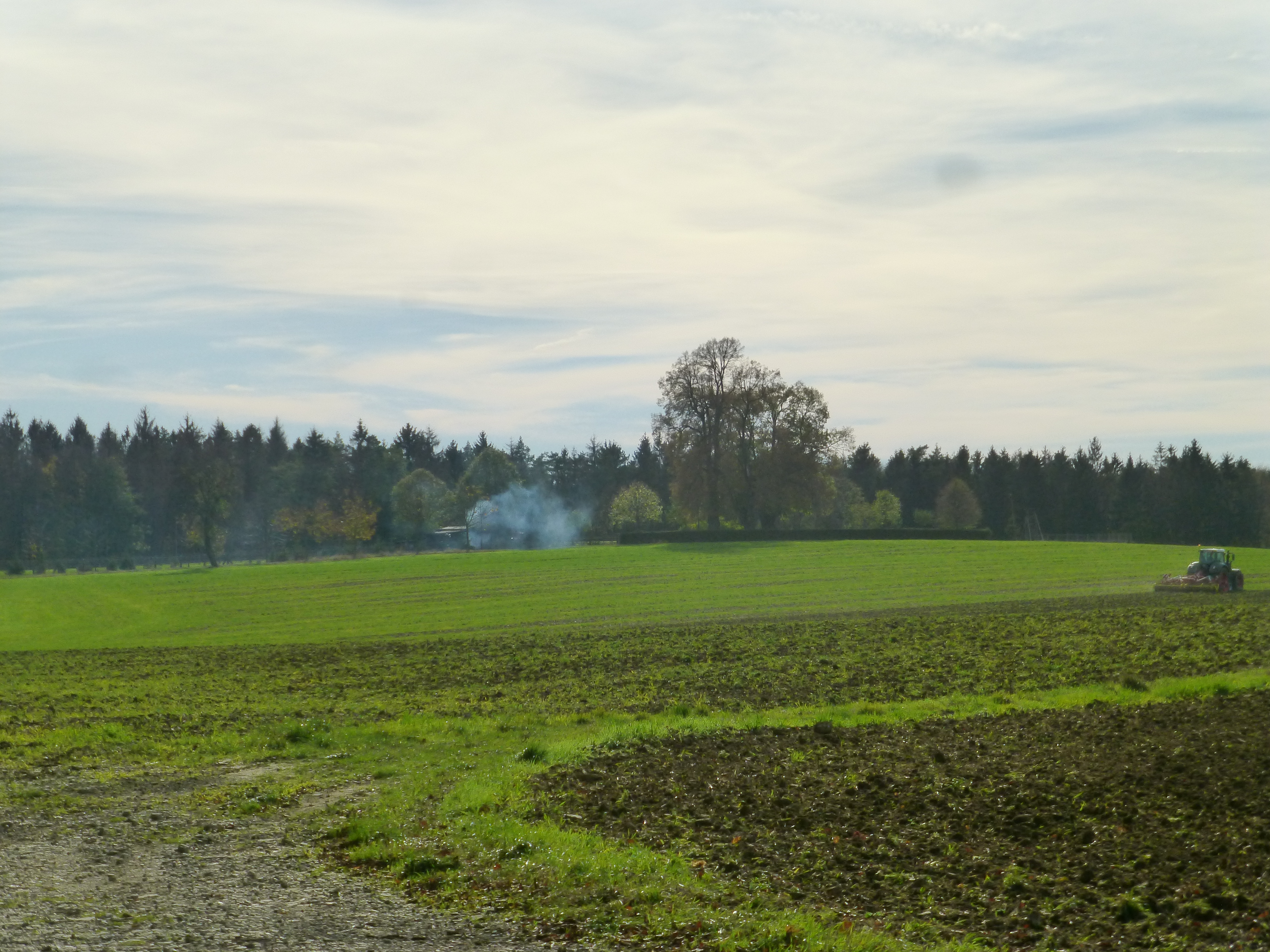
Ort der Wüstung Karnberg auf dem Hochplateau

Die Wüstung Karnberg ist ein ehemaliges Vorwerk in der Gemarkung des Ortsteils Wendehausen der Gemeinde Südeichsfeld im Unstrut-Hainich-Kreis in Thüringen. Zur Zeit des Bestehens des Vorwerkes gehörte dessen Flur zur Stadt Treffurt im heutigen Wartburgkreis.

## Lage
Die Wüstung befindet sich ungefähr 1,5 Kilometer westlich von Wendehausen im Westen des Unstrut-Hainich-Kreises nahe der Landesgrenze zu Hessen. Weitere Nachbarorte sind Treffurt im Süden und das hessische Wanfried im Nordwesten. Der Ort liegt in waldreicher Umgebung auf dem Muschelkalkplateau des gleichnamigen Karnberges auf ungefähr 434 m Höhe. Eine natürliche Wasserführung für das Gut stand nicht zur Verfügung, sondern nur Schichtwasser während regenreicher Jahreszeiten.

## Geschichte

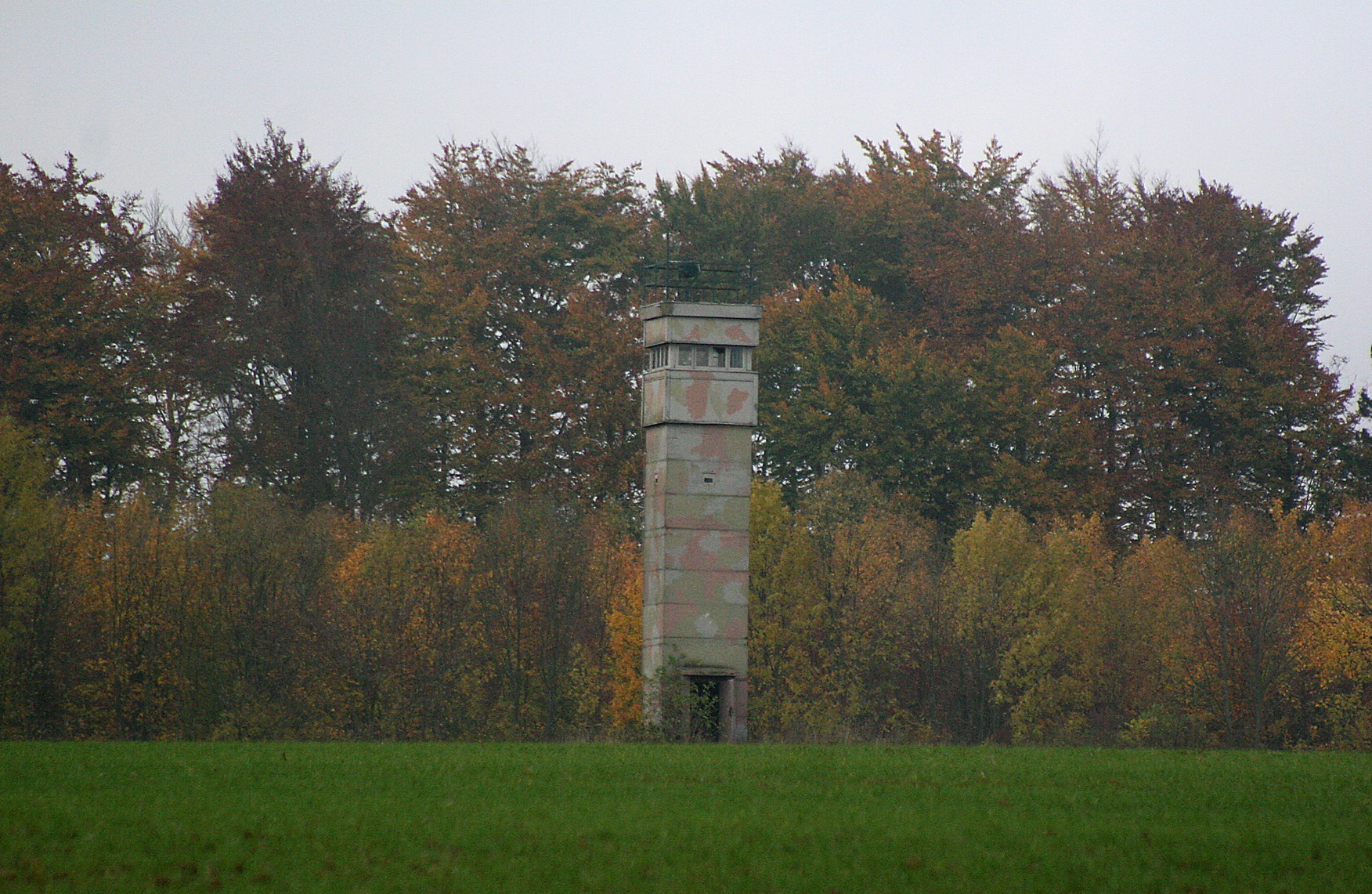
Der ehemalige Grenzturm nordwestlich des Vorwerkes Karnberg

Erwähnt wurde der Ort vermutlich erstmals 1349/50 im Lehnbuch des Landgrafen von Thüringen als Kraynburg. Über eine mittelalterliche Befestigung gibt es keine Hinweise. Karnberg war später ein Vorwerk des Rittergutes Kleintöpfer und gehörte zur Ganerbschaft Treffurt. Kleintöpfer mit dem Vorwerk Karnberg war bis 1888 im Besitz der Adelsfamilie von Baumbach, danach gehörte es dem Rittergutsbesitzer von Scharfberg vom Kalkhof bei Wanfried. Von 1943 bis zum Ende des Zweiten Weltkrieges wurden hier Kulturgüter gelagert. 
Nach Kriegsende wurde der Karnberg noch als Kinderferienlager genutzt. 1952 wurde das Vorwerk wegen der Nähe zur Innerdeutschen Grenze abgerissen. Das Gelände befand sich im streng bewachten Schutzstreifen unmittelbar an den schrittweise ausgebauten Grenzanlagen angrenzend. Mit Wirkung vom 3. Juni 1964 wurde das 599,8586 ha große Gebiet von Karnberg und Kleintöpfer mit dem Treffurter Stadtwald aus der Stadt Treffurt in die Gemeinde Wendehausen und damit aus dem Kreis Eisenach in den Kreis Mühlhausen umgemeindet.

## Heutiger Zustand
Zur Wüstung führen noch einige Wanderwege aus den umliegenden Ortschaften. Die ehemaligen Gutsländereien werden noch landwirtschaftlich genutzt. An der ehemaligen Hofstelle gibt es noch einige alte Linden und Kellerreste. Am ehemaligen Kolonnenweg steht noch ein Beobachtungsturm der Grenztruppen der DDR.